# MO 베자이아
MO 베자이아(Mouloudia Olympique de Béjaïa, 아랍어: مولودية بجاية), 줄여서 MOB는 알제리 베자이아에 연고를 둔 프로 알제리 축구 클럽이다. 1954년에 설립되었으며, 주 색상은 녹색과 검정색을 사용한다. 18,000명의 관중을 수용할 수 마그레비 유니티 스타디움을 홈구장으로 사용하며, 클럽은 현재 인터-리지언스 디비전에 소속되어 있다. 